# Nevena Georgieva
Nevena Georgieva-Dunja (în macedoneană Невена Георгиева-Дуња, n. 25 august 1925, Skopje, Regatul Iugoslaviei – d. 16 decembrie 1942, Nejilovo⁠(d), Čaška Municipality⁠(d), Macedonia de Nord) a fost o femeie-partizan iugoslavă și comunist din Macedonia.  A participat la Războiul de eliberare națională a Iugoslaviei din 1941. La 16 ani, a fost cel mai tânăr partizan și prima femeie din unitățile de partizani ale Macedoniei.

## Biografie
Nevena Georgieva s-a născut la 25 iulie 1925 în Skopje. Georgieva a devenit o luptătoare a Detașamentului de Partizani din Skopje, când acesta a fost creat la 22 august 1941. După desființarea Detașamentului în noiembrie 1941, a plecat la Veles, apoi la Strumica, unde a contribuit la formarea Detașamentului de Partizani din Strumica în vara anului 1942. În mai 1942, în absență, ea a fost condamnată de către instanța autorităților de ocupație pentru activități împotriva statului la 7 ani de închisoare cu regim strict. În septembrie 1942 a devenit o luptătoare a Detașamentului de Partizani din Veles numit după politicianul Dimitar Vlahov (în macedoneană Димитър Влахов).
A murit în perioada dominației bulgare din Macedonia la 16 decembrie 1942 la Veles într-o confruntare cu poliția bulgară și trupe paramilitare bulgare. După ce a fost rănită grav, bulgarii i-au tăiat capul, l-au tras în țeapă și l-au plimbat cu un autovehicul prin satele de lângă Veles pentru a intimida și teroriza populația locală. Capul a fost apoi în fața unei case din centrul orașului Veles.

## Moștenire
Nevena Georgieva a ajuns eroina unor cântece ca По поле одат аргати și Пуста останала таја контра чета.
În Macedonia de Nord, Nevena Georgieva este considerată erou național. În memoria sa, două școli primare, la Kisela Voda și Nejilovo, poartă numele ei. De asemenea, unul dintre căminele studențești din Skopje poartă numele său.
Busturi ale Nevenei Georgieva au fost instalate în 1969 în curtea școlii din Kisela Voda și în 1978 în Skopje. O placă memorială a fost instalată în Parcul femeilor din Skopje.
În 2016 persoane necunoscute au furat monumentul Nevenei Georgieva din curtea școlii din Kisela Voda, după ce în 2014 persoane neidentificate l-au deteriorat.
În 2013 a fost dezvelită o placă memorială în Nejilovo.